# Young Africans Sports Club
Lo Young Africans Football Club è una società calcistica tanzaniana di Dar es Salaam. Milita nella Ligi Kuu Bara, la massima divisione del campionato tanzaniano di calcio, e disputa le partite interne allo stadio nazionale Benjamin Mkapa. 
Fondato nel 1935, è una delle squadre di calcio più titolate di Tanzania, nel 1968 vinse per la prima volta il campionato tanzaniano, avendo vinto 26 campionati tanzaniani, 7 Coppe di Tanzania, 7 Supercoppe di Tanzania, 7 Coppe Tusker e, a livello internazionale, 5 Coppe Kagame Inter-Club. Ha raggiunto finale della Coppa della Confederazione CAF 2022-2023.
Vive una rivalità con il Simba, altra compagine cittadina.
Il club è stato classificato tra i primi dieci club in Africa, al numero 3, dalla Federazione Internazionale di Storia e Statistica del Calcio (IFFHS) nelle loro classifiche del 1 settembre 2023 - 30 agosto 2023. A livello globale, il club è stato classificato al numero 104 nel Ranking Mondiale IFFHS.
Il club è diventato un simbolo del anticolonialismo. I Young Africans sono diventati associati ai nazionalisti e ai combattenti per la libertà, e hanno ispirato il partito politico TANU ad adottare il giallo e il verde come loro colori primari. Il club è attualmente in un processo che manterrà la proprietà del club al 49% per gli investitori e il resto del 51% ai membri del club.
Il club ha una lunga rivalità con Simba, con cui disputano il derby di Kariakoo, chiamato così dal distretto dove entrambe le squadre sono state fondate. La rivalità è stata classificata al 5º posto come una delle più famose rivalità africane.
Domenica 30 aprile 2023, la squadra ha fatto la storia quando è diventata la prima squadra di calcio tanzaniana a raggiungere la semifinale di qualsiasi competizione della Confederazione Africana di Calcio (CAF); dopo aver sconfitto il Rivers United Club dalla Nigeria 2-0 nel complesso, e avanzato alla fase semifinale della CAF Confederation Cup. Mercoledì 17 maggio 2023, Young Africa ha fatto la storia quando è diventato il primo club tanzaniano a raggiungere una finale della CAF Confederation Cup dopo aver sconfitto Marumo Gallants 4-1 nel complesso e hanno affrontato l'USM Algiers dall'Algeria nella finale della Coppa, che hanno perso 2-2 nel complesso a causa dei gol fuori casa.

## Storia
Le radici del club possono essere rintracciate fino agli anni '10, ma la storia ufficialmente riconosciuta del club è iniziata nel 1935 quando i residenti di Dar es Salaam, che erano raggruppati come africani dall'amministrazione coloniale in Tanganyika, decisero di formare un club di calcio per competere in una lega che era piena di club di calcio "non africani". Si dice che il nome New Young sia stato il primo nome del club. In seguito è stato sostituito dal nome Dar es Salaam Young Africans SC, e infine il nome è cambiato in Young Africans Sports Club.
Dopo la sua fondazione nel 1935, i suoi membri litigavano per le scarse prestazioni e i risultati del loro team. Il club ha avuto prestazioni ancora più scarse e insoddisfacenti nel 1936 che hanno causato ad alcuni membri di dividersi e formare un'altra squadra. I fautori della scissione erano arabi che ritenevano opportuno causare conflitti tra i membri del club che hanno portato a una scissione. Sono riusciti, e insieme ai dissidenti hanno formato un club noto come Queens F.C. (attualmente Simba). Le due squadre, Young Africans e Simba, sono state rivali da allora.
Nel 2020 Yanga ha firmato un accordo di consulenza con LaLiga. Il 27 maggio, i membri del club hanno accettato di cambiare la struttura di governo del loro club per permettere investimenti privati da altre società.
Il 17 maggio 2023, Yanga per la prima volta nella sua storia si è qualificato per una finale continentale dopo aver sconfitto Marumo Gallants in semifinale. Il 3 giugno, Yanga ha perso la finale della CAF Confederation Cup 2023 contro l'USM Alger. Sabato 16 settembre 2023, Yanga è diventato il primo club africano ad avere oltre 2000 tifosi che viaggiano con la squadra per una partita ufficiale CAF in trasferta. La partita si è svolta a Kigali in Ruanda, un viaggio di 1156km, che è oltre 20 ore di distanza in auto. Hanno dominato la partita e ovviamente hanno sconfitto la squadra sudanese 2-0.

## Rose delle stagioni passate
- Young Africans FC 2011-2012

## Risultati nelle competizioni CAF
- CAF Champions League: 15 partecipazioni

1997 - Turno preliminare
1998 - Fase a gironi
2001 - Secondo turno
2006 - Turno preliminare
2007 - Secondo turno
2009 - Primo turno
2010 - Turno preliminare
2012 - Turno preliminare
2014 - Primo turno
2016 - Secondo turno
2017 - Primo turno
2022 - Primo turno
2023 - Secondo turno
- Coppa delle Campioni d'Africa: 11 partecipazioni

1969 - Quarti di finale
1970 - Quarti di finale
1971 - Secondo turno (ritirato)
1972 - Primo turno
1973 - Primo turno
1975 - Secondo turno
1982 - Secondo turno
1984 - Primo turno
1988 - Primo turno
1992 - Primo turno
1996 - Turno preliminare
- Coppa della Confederazione CAF: 6 partecipazioni

2007 - Turno intermedio
2008 - Primo turno
2011 - Turno preliminare
2016 - Fase a gironi (prime 8)
2018 - Fase a gironi (prime 16)
2022-2023 - Finale
- Coppa CAF: 2 partecipazioni

1994 - Primo turno
1999 - Primo turno
- Coppa delle Coppe d'Africa: 2 partecipazioni

1995 - Quarti di finale
2000 - Primo turno

## Palmarès

### Competizioni nazionali
- Campionato tanzaniano: 26  (record)

1968, 1969, 1970, 1971, 1972, 1974, 1981, 1983, 1985, 1987, 1989, 1991, 1992, 1993, 1996, 1997, 1998, 2002, 2005, 2006, 2008, 2009, 2011, 2012-2013, 2014-2015, 2015-2016, 2016-2017, 2021-2022, 2022-2023, 2023-2024, 2024-2025
- Coppa di Tanzania: 7

1975, 1994, 1999, 2015-2016, 2021-2022, 2022-2023, 2023-2024
- Supercoppa di Tanzania: 7

2001, 2010, 2013, 2014, 2015, 2021, 2022
- Coppa Tusker: 7  (record)

1986, 1992, 1987, 2000, 2005, 2007, 2009

### Competizioni internazionali
- Coppa Kagame Inter-Club: 5

1975, 1993, 1999, 2011, 2012

### Altri piazzamenti
- Campionato tanzaniano:

Secondo posto: 2018-2019
Terzo posto: 2017-2018
- Coppa di Tanzania:

Finalista: 1996, 2001, 2021
- Supercoppa di Tanzania:

Secondo posto: 2002, 2005,2013,2009, 2011, 2016, 2017
- Coppa Tusker:

Finalista: 2001, 2002, 2005
- Coppa della Confederazione CAF:

Finalista: 2022-2023
- Coppa Kagame Inter-Club:

Finalista: 1976, 1986, 1992